# Johann Jakob Christinger

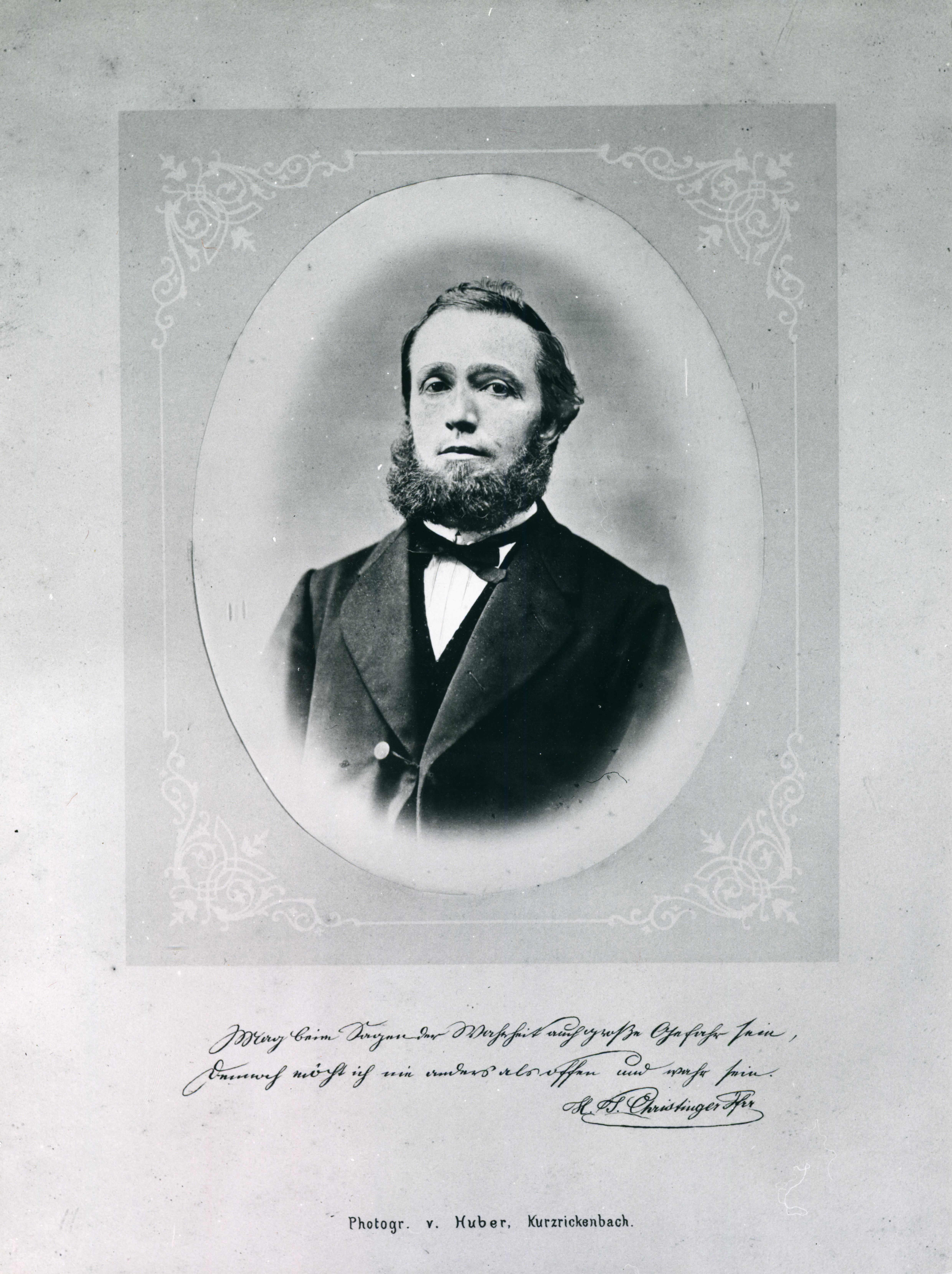
Porträt Johann Jakob Christingers. FotografIn: Huber, Kurzrickenbach. Staatsarchiv des Kantons Thurgau: StATG SIg. 6 Christinger Johann Jakob (ex StATG 8'623)

Johann Jakob Christinger (* 22. November 1836 in Langenhart (Thurgau); † 22. August 1910 in Hüttlingen) war ein Schweizer evangelisch-reformierter Pfarrer und Schriftsteller. Ausserdem setzte er sich für soziale Anliegen und die Frauenbildung ein.

## Leben
Johann Jakob Christinger wurde am 23. November 1836 als ältester Sohn einer Bauernfamilie von vier Kindern geboren. Sein Vater war Bauer, aber auch gleichzeitig Gemeinderat in Müllheim. Nach dem frühen Tod seines Vaters 1847 mit 43 Jahren, schloss seine Mutter nur zwei Jahre später am 13. März 1849 eine neue Ehe mit Johann Kaspar Eigenmann, welche zu zwei weiteren Halbgeschwister von Christinger führte, die aber schon bald nach der Geburt starben und auch den Tod der Mutter am 20. Dezember 1853 zur Folge hatten. Auf Vermittlung seines Religionslehrers Thomas Bornhauser durfte Christinger 1853 als Stipendiat in die erste Klasse des Thurgauischen Lehrerseminars eintreten, wo seine Leistungen trotz dem arbeitsreichen Alltag (Unterricht gefolgt von mehreren Stunden Feldarbeit) überdurchschnittlich waren, insbesondere in den Geisteswissenschaften.
Nach abgeschlossener Ausbildung als Primarlehrer war Christinger zunächst als Hauslehrer auf Schloss Hard bei Ermatingen tätig (und nicht Dorflehrer), was bedeutete, dass er sein Stipendium dem Staat zurückzahlen musste. Bereits seit seiner Zeit im Seminar formte er den Wunsch, Theologie zu studieren und musste daher die Maturitätsprüfung ablegen, welche er im Frühling 1858 an der Kantonsschule Frauenfeld mit dem Prädikat «ziemlich gut» ablegte. 1857–1859 studierte er Theologie an der Universität Zürich bei Ferdinand Hitzig, Otto Fridolin Fritzsche, Alexander Schweizer und Gustav Volkmar neben weiteren Vorlesungen in Philologie, Mathematik und Jurisprudenz. 1859 wechselte er an die Universität Jena und im Frühling 1961 bestand das theologische Examen im Thurgau, am 10. Juni 1861 wurde er in Frauenfeld ordiniert.
Nach ersten Jahren als Pfarrer in Matzingen (1862–1865) wurde Christinger als Lehrer für Deutsch, Religion und Geschichte an die Kantonsschule Frauenfeld gewählt, der er von 1868 bis 1870 als Rektor vorstand. Er trat die Nachfolge von Friedrich Mann an, wurde aber nach nur 2 Jahren abgewählt und Mann wurde wieder als Rektor eingesetzt. Seine Bewerbung als Regierungsrat für die freisinnige Partei im Frühjahr 1869 blieb erfolglos, er unterlag dem späteren Bundesrat Fridolin Anderwert. Christinger galt als Anhänger des Eduard Häberlin, dessen Machtkonzentration ihm zum Verhängnis wurde und 1869 mit der Verfassungsrevision gestürzt wurde; in der Regierungsratswahl war Anderwert erfolgreich, welcher der demokratischen Opposition angehörte. Er lehnte 1869 eine Wahl zum Staatsschreiber ab und auch eine zweite Regierungsratskandidatur 1879 war nicht erfolgreich. 1870 kehrte Christinger ins Pfarramt zurück, zunächst in Arbon (1870–1874) und ab 1875 in Hüttlingen, wo er bis zu seinem Tode am 22. August 1910 tätig war.
Ausserdem war Christinger als Schriftsteller tätig. Er verfasste nicht nur eine Biographie seines Lehrers und Förderers Thomas Bornhauser, sondern auch ein Festspiel zur Centenarfeier des Thurgaus, das 1898 in Weinfelden aufgeführt wurde. Daneben diente er dem Kanton Thurgau in verschiedenen kirchlichen und öffentlichen Ämtern, so nach 1898 als Dekan des Pfarrkapitels Frauenfeld und in zwei Legislaturperioden, von 1871 bis 1880 und von 1901 bis 1907 als Präsident der Thurgauischen Gemeinnützigen Gesellschaft.

## Schriften (Auswahl)
- Theodor Bibliander. Ein biographisches Denkmal. Frauenfeld 1867 (Beilage zum Programm der thurg. Kantonsschule 1867)
- Über die Fortbildungsschulen im Kanton Thurgau. Vortrag. Frauenfeld 1871
- Abschiedspredigt, gehalten den 11. Januar 1874. Frauenfeld 1874
- Die poetischen Bearbeitungen der sage von der Thurbrücke bei Bischofszell. In: Thurgauer Beiträge zur vaterländischen Geschichte 15 (1875), S. 13–34
- Thomas Bornhauser. Sein Leben, Wirken und Dichten nach den Urkunden und nachgelassenen Schriften. Frauenfeld 1875; 2. Aufl. in 3 Bden., Weinfelden 1898
- Die Milchproduktion im Thurgau in ihrem Verhältnis zur Ernährung des Volkes. Referat. Frauenfeld 1878 (auch als Beilage zu Nr. 18 der Thurg. Blätter für Landwirtschaft 1878)
- Mens sana in corpore sano. Pädagogische Vorträge und Studien. Frauenfeld 1883
- Über nationale Erziehung. Vortrag. Basel 1885
- Was ist nach dem Vorgehen des Bundes zur Bekämpfung des Alkoholismus weiter zu tun mit besonderer Rücksicht auf die Heiligung des Sonntags? Referat. In: Schweiz. Zeitschrift für Gemeinnützigkeit 24 (1885), S. 281–304 (auch als Sonderdruck)
- Friedrich Herbarts Erziehungslehre und ihre Fortbildner bis auf die Gegenwart. Nach den Quellschriften dargestellt. Zürich 1895
- L’instruction religieuse dans les premières années de l’enfance. Discours prononcé à l’assemblée de la Société suisse des Jardins d’enfants à Lucerne en 1892. Neuchâtel 1895
- Die Förderung der Talente auf der Stufe der Volks- und Mittelschule. Vortrag. Zürich 1896
- Johann Ulrich Rebsamen, thurg. Seminar-Direktor. Sein Lebens- und Charakterbild. In: Schweiz. pädagogische Zeitschrift 1898, S. 149–171 (auch als Sonderdruck)
- Neuer Jugend-Psalter. Sammlung von Gebeten, Liedern und Sprüchen für Schule und Haus. Davos 1897
- Festspiel auf die Centenar-Feier der Befreiung des Thurgaus im Juli 1898 zu Weinfelden. Vollständiger Text. Weinfelden 1897
- Festspiel für die Centenar-Feier der Befreiung des Thurgaus. Aufgeführt im Juli 1898 in Weinfelden. Gekürzter für die Darstellung bestimmter Text. Weinfelden 1898
- Festspiel für die Jahrhundertfeier der Schlacht am Schwaderloh, 18. April 1499. Frauenfeld 1899
- Eröffnungswort an die Versammlung des thurgauischen Tierschutzvereins. Frauenfeld 1902

## Nachrufe
- Thurgauer Zeitung vom 23. August 1910
- Evangelischer Kirchenbote für den Kanton Thurgau, Nr. 10,1910